# Quercus obovatifolia
Quercus obovatifolia là một loài thực vật có hoa trong họ Cử. Loài này được C.C.Huang miêu tả khoa học đầu tiên năm 1978.

## Hình ảnh